# Japan i olympiska sommarspelen 2024
Japan deltog i olympiska sommarspelen 2024 i Paris från 26 juli till 11 augusti 2024. Det var 26:e sommar-OS som nationen deltog vid. Japan har deltagit i alla olympiska sommarspelen sedan 1912 förutom två, olympiska sommarspelen 1948 i London, dit de inte blev inbjudna på grund av nationens roll i andra världskriget, och olympiska sommarspelen 1980 i Moskva, på grund av deras deltagande i den USA-ledda bojkotten mot OS i Sovjet. Japan var värdnation för föregående olympiska sommarspelen i Tokyo 2020. 
Den japanska OS-truppen bestod av 404 idrottare (191 damer och 213 herrar) som tävlade i 22 sporter. Mitsugi Ogata var truppens chef de mission. Fäktaren Misaki Emura och breakaren Shigeyuki Nakarai var flaggbärare. Nationen vann 45 medaljer, varav 20 guld, och hamnade på 3:e plats i medaljligan för dessa spel.

## Medaljörer
Japans medaljörer vid olympiska spelen 2024 i Paris:
| Medalj | Namn | Sport          | Gren                              | Datum      |
| ------ | --- | -------------- | --------------------------------- | ---------- |
| Guld   | Natsumi Tsunoda | Judo           | Damernas extra lättvikt (48 kg)   | 27 juli    |
| Guld   | Hifumi Abe | Judo           | Herrarnas halv lättvikt (66 kg)   | 28 juli    |
| Guld   | Coco Yoshizawa | Skateboard     | Damernas street                   | 28 juli    |
| Guld   | Koki Kano | Fläktning      | Herrarnas värja                   | 28 juli    |
| Guld   | Yuto Horigome | Skateboard     | Herrarnas street                  | 29 juli    |
| Guld   | Takaaki Sugino Shinnosuke Oka Daiki Hashimoto Kazuma Kaya Wataru Tanigawa | Gymnastik      | Herrarnas lagmångkamp             | 29 juli    |
| Guld   | Takanori Nagase | Judo           | Herrarnas halv mellanvikt (81 kg) | 30 juli    |
| Guld   | Shinnosuke Oka | Gymnastik      | Herrarnas individuella mångkamp   | 31 juli    |
| Guld   | Kazuki Iimura Kyosuke Matsuyama Takahiro Shikine Yudai Nagano | Fäktning       | Herrarnas lagtävling i florett    | 4 augusti  |
| Guld   | Shinnosuke Oka | Gymnastik      | Herrarnas räck                    | 5 Augusti  |
| Guld   | Kenichiro Fumita | Brottning      | Herrarnas grekisk-romersk 60 kg   | 6 augusti  |
| Guld   | Nao Kusaka | Brottning      | Herrarnas grekisk-romersk 77 kg   | 7 augusti  |
| Guld   | Akari Fujinami | Brottning      | Damernas fristil 53 kg            | 8 augusti  |
| Guld   | Rei Higuchi | Brottning      | Herrarnas fristil 57 kg           | 9 augusti  |
| Guld   | Tsugumi Sakurai | Brottning      | Damernas fristil 57 kg            | 9 augusti  |
| Guld   | Ami Yuasa | Breaking       | B-Girls                           | 9 augusti  |
| Guld   | Haruka Kitaguchi | Friidrott      | Damernas spjut                    | 10 augusti |
| Guld   | Sakura Motoki | Brottning      | Damernas fristil 62 kg            | 10 augusti |
| Guld   | Kotaro Kiyooka | Brottning      | Herrarnas fristil 65 kg           | 11 augusti |
| Guld   | Yuka Kagami | brottning      | Damernas fristil 76 kg            | 11 augusti |
| Silver | Liz Akama | Skateboard     | Damernas street                   | 28 juli    |
| Silver | Tomoyuki Matsushita | Simning        | Herrarnas 400 m medley            | 28 juli    |
| Silver | Sanshiro Murao | Judo           | Herrarnas mellanvikt (90 kg)      | 31 juli    |
| Silver | Akira Komata Koki Kano Masaru Yamada Kazuyasu Minobe | Fäktning       | Herrarnas lagtävling i värja      | 2 augusti  |
| Silver | Uta Abe Soichi Hashimoto Miku Tashiro Sanshiro Murao Rika Takayama Tatsuru Saito Saki Niizoe Takanori Nagase Aaron Wolf Haruka Funakubo Akira Sone Ryuju Nagayama Natsumi Tsunoda Hifumi Abe | Judo           | Mixedlag                          | 3 augusti  |
| Silver | Kokona Hiraki | Skateboard     | Damernas park                     | 6 augusti  |
| Silver | Keiju Okada Miho Yoshioka | Segling        | Mixed i 470                       | 8 augusti  |
| Silver | Sorato Anraku | Sportklättring | Herrarnas kombination             | 9 augusti  |
| Silver | Rikuto Tamai | Simhopp        | Herrarnas höga hopp (10 m)        | 10 augusti |
| Silver | Hina Hayata Miwa Harimoto Miu Hirano | Bordtennis     | Damernas lagtävling               | 10 augusti |
| Silver | Daichi Takatani | Brottning      | Herrarnas fristil 74 kg           | 10 augusti |
| Silver | Taishu Sato | Modern femkamp | Herrarnas                         | 10 augusti |
| Brons  | Ryuju Nagayama | Judo           | Herrarnas extra lättvikt (60 kg)  | 27 juli    |
| Brons  | Yoshiaki Oiwa Kazuma Tomoto Toshiyuki Tanaka Ryuzo Kitajima | Ridsport       | Lagtävling i fälttävlan           | 29 juli    |
| Brons  | Soichi Hashimoto | Judo           | Herrarnas lättvikt (73 kg)        | 29 juli    |
| Brons  | Haruka Funakubo | Judo           | Damernas lättvikt (57 kg)         | 29 juli    |
| Brons  | Sera Azuma Yuka Ueno Karin Miyawaki Komaki Kikuchi | Fäktning       | Damernas lagtävling florett       | 1 augusti  |
| Brons  | Yuta Watanabe Arisa Higashino | Badminton      | Mixeddubbel                       | 2 augusti  |
| Brons  | Hina Hayata | Bordtennis     | Damsingel                         | 3 augusti  |
| Brons  | Nami Matsuyama Chiharu Shida | Badminton      | Damdubbel                         | 3 augusti  |
| Brons  | Risa Takashima Seri Ozaki Misaki Emura Shihomi Fukushima | Fäktning       | Damernas lagtävling i sabel       | 3 augusti  |
| Brons  | Hideki Matsuyama | Golf           | Herrarnas tävling                 | 4 augusti  |
| Brons  | Shinnosuke Oka | Gymnastik      | Herrarnas barr                    | 5 augusti  |
| Brons  | Nonoka Ozaki | Brottning      | Damernas fristil 68 kg            | 6 augusti  |
| Brons  | Yui Susaki | Brottning      | Damernas fristil 50 kg            | 7 augusti  |

## Medaljer i olika sporter
Antalet utdelade medaljer i olika sporter:
| Sport          | 1  | 2  | 3  | Totalt |
| Brottning      | 8  | 1  | 2  | 11     |
| Judo           | 3  | 2  | 3  | 8      |
| Gymnastik      | 3  | 0  | 1  | 4      |
| Skateboard     | 2  | 2  | 0  | 4      |
| Fäktning       | 2  | 1  | 2  | 5      |
| Breaking       | 1  | 0  | 0  | 1      |
| Friidrott      | 1  | 0  | 0  | 1      |
| Bordtennis     | 0  | 1  | 1  | 2      |
| Simhopp        | 0  | 1  | 0  | 1      |
| Modern femkamp | 0  | 1  | 0  | 1      |
| Segling        | 0  | 1  | 0  | 1      |
| Sportklättring | 0  | 1  | 0  | 1      |
| Simning        | 0  | 1  | 0  | 1      |
| Badminton      | 0  | 0  | 2  | 2      |
| Ridsport       | 0  | 0  | 1  | 1      |
| Golf           | 0  | 0  | 1  | 1      |
| Total          | 20 | 12 | 13 | 45     |

## Tävlande
Lista på antalet tävlande i olika sporter:
| Sport          | Damer | Herrar | Totalt |
| -------------- | ----- | ------ | ------ |
| Badminton      | 7     | 5      | 12     |
| Basket         | 12    | 12     | 24     |
| Bordtennis     | 3     | 3      | 6      |
| Boxning        | 0     | 2      | 2      |
| Breaking       | 2     | 2      | 4      |
| Brottning      | 6     | 8      | 14     |
| Bågskytte      | 1     | 3      | 4      |
| Cykling        | 9     | 9      | 18     |
| Friidrott      | 20    | 29     | 49     |
| Fotboll        | 18    | 18     | 36     |
| Fäktning       | 7     | 7      | 14     |
| Golf           | 2     | 2      | 4      |
| Gymnastik      | 5     | 6      | 11     |
| Handboll       | 0     | 14     | 14     |
| Judo           | 7     | 7      | 14     |
| Kanotsport     | 1     | 2      | 3      |
| Konstsim       | 9     | —      | 9      |
| Landhockey     | 16    | 0      | 16     |
| Modern femkamp | 1     | 1      | 2      |
| Ridsport       | 0     | 6      | 6      |
| Rodd           | 2     | 3      | 5      |
| Segling        | 4     | 3      | 7      |
| Simhopp        | 3     | 2      | 5      |
| Simning        | 14    | 15     | 29     |
| Sjumannarugby  | 12    | 12     | 24     |
| Skateboard     | 6     | 4      | 10     |
| Skytte         | 1     | 2      | 3      |
| Sportklättring | 2     | 2      | 4      |
| Surfing        | 1     | 3      | 4      |
| Tennis         | 4     | 2      | 6      |
| Triathlon      | 1     | 2      | 3      |
| Tyngdlyftning  | 1     | 2      | 3      |
| Vattenpolo     | 0     | 13     | 13     |
| Volleyboll     | 14    | 12     | 26     |
| Totalt         | 291   | 213    | 404    |

## Judo
Japanska judokas (judoutövare) hade kvalificerat sig till alla fjorton kvotplatserna (sju för varje kön) i olympiska sommarspelen 2024.
Damer
| Idrottare       | Gren                    | Sextondels                 | Åttondels                 | Kvarterfinal            | Semifinal               | Återkval                | Final / BM               | Final / BM       |
| Idrottare       | Gren                    | Motståndare Resultat       | Motståndare Resultat      | Motståndare Resultat    | Motståndare Resultat    | Motståndare Resultat    | Motståndare Resultat     | Plac.            |
| --------------- | ----------------------- | -------------------------- | ------------------------- | ----------------------- | ----------------------- | ----------------------- | ------------------------ | ---------------- |
| Natsumi Tsunoda | Extra lättvikt (48 kg)  | Ferreira (BRA) V 11–00     | Whitebooi (RSA) V 11–00   | Boukli (FRA) V 10–00    | Babulfath (SWE) V 10–00 | Till final              | Baasankhüü (MGL) V 01–00 | 1                |
| Uta Abe         | Halv lättvikt (52 kg)   | Deguchi (CAN) V 10–00      | Keldiyorova (UZB) F 01–10 | Gick inte vidare        | Gick inte vidare        | Gick inte vidare        | Gick inte vidare         | Gick inte vidare |
| Haruka Funakubo | Lättvikt (57 kg)        | Toniolo (ITA) V 01–00      | Bilodid (UKR) V 10–00     | Cysique (FRA) F 00–10   | Till återkval           | Perišić (SRB) V 10–00   | Silva (BRA) V 10–00      | 3                |
| Miku Takaichi   | Halv mellanvikt (63 kg) | del Toro (CUB) V 10–00     | Krišto (CRO) F 00–01      | Gick inte vidare        | Gick inte vidare        | Gick inte vidare        | Gick inte vidare         | Gick inte vidare |
| Saki Niizoe     | Mellanvikt (70 kg)      | —                          | Matniyazova (UZB) V 10–00 | van Dijke (NED) F 00–01 | Till återkval           | Tsunoda (ESP) F 00–10   | Gick inte vidare         | Gick inte vidare |
| Rika Takayama   | Halv tungvikt (78 kg)   | —                          | Kurbanbaeva (UZB) V 10–00 | Wagner (GER) F 00–10    | Till återkval           | Steenhuis (NED) V 10–00 | Sampaio (POR) F 00–10    | 5                |
| Akira Sone      | Tungvikt (+78 kg)       | Soppi Mbella (CMR) V 10-00 | Shiyan (CHN) V 01-00      | Özdemir (TUR) F 00-01   | Till återkval           | Žabić (SRB) DNS         | Gick inte vidare         | Gick inte vidare |

Herrar
| Idrottare        | Gren                    | Sextondels               | Åttondels               | Kvarterfinal              | Semifinal              | Återkval                      | Final / BM                  | Final / BM      |
| Idrottare        | Gren                    | Motståndare Resultat     | Motståndare Resultat    | Motståndare Resultat      | Motståndare Resultat   | Motståndare Resultat          | Motståndare Resultat        | Plac.           |
| ---------------- | ----------------------- | ------------------------ | ----------------------- | ------------------------- | ---------------------- | ----------------------------- | --------------------------- | --------------- |
| Ryuju Nagayama   | Extra lättvikt (60 kg)  | —                        | Augusto (BRA) V 10–00   | Garrigós (ESP) F 00–10    | Till Återkomst         | Yang Y-w (TPE) V 01–00        | Yıldız (TUR) V 10–00        | 3               |
| Hifumi Abe       | Halv lättvikt (66 kg)   | —                        | Pongrácz (HUN) V 10–00  | Emomali (TJK) V 10–00     | Vieru (MDA) V 01–00    | Till final                    | Lima (BRA) V 10–00          | 1               |
| Soichi Hashimoto | Lättvikt (73 kg)        | —                        | Hristov (BUL) V 01–00   | Gaba (FRA) F 00–10        | Till återkval          | Erdenebayar (MGL) · W 10–00   | Gjakova (KOS) V 01–00       | 3               |
| Takanori Nagase  | Halv mellanvikt (81 kg) | Aprahamian (URU) V 10–00 | Albayrak (TUR) V 01–00  | Casse (BEL) V 01–00       | Esposito (ITA) V 10–00 | Till final                    | Grigalashvili (GEO) V 11–00 | 1               |
| Sanshiro Murao   | Mellanvikt (90 kg)      | —                        | Kaljulaid (EST) W 10–00 | Grigorian (UAE) V 10–00   | Ngayap (FRA) V 11–00   | Till final                    | Bekauri (GEO) F 01–10       | 2               |
| Aaron Wolf       | Halv tungvikt (100 kg)  | Fara (AUT) V 10–00       | Fonseca (POR) V 10–00   | Sulamanidze (GEO) F 00–01 | Till återkval          | Sherazadishvili (ESP) F 00–10 | Did not advance             | Did not advance |
| Tatsuru Saito    | Tungvikt (+100 kg)      | —                        | Krpálek (CZE) V 10–00   | Granda (CUB) V 01–00      | Min-jong (KOR) F 00–10 | Till bronsmatch               | Yusupov (UZB) F 00–11       | 4               |

Mixed
| Idrottare                                                                                       | Gren | Sextondels           | Åttondels            | Kvarterfinal         | Semifinal            | Återkval             | Final / BM           | Final / BM |
| Idrottare                                                                                       | Gren | Motståndare Resultat | Motståndare Resultat | Motståndare Resultat | Motståndare Resultat | Motståndare Resultat | Motståndare Resultat | Plac.      |
| ----------------------------------------------------------------------------------------------- | ---- | -------------------- | -------------------- | -------------------- | -------------------- | -------------------- | -------------------- | ---------- |
| Uta Abe Soichi Hashimoto Miku Takaichi Sanshiro Murao Rika Takayama Tatsuru Saito Miku Takaichi | Team | —                    | Spanien V 4–3        | Serbien V 4–1        | Tyskland V 4–0       | Till final           | Frankrike F 3–4      | 2          |